# Heliconius transiens
Heliconius transiens är en fjärilsart som beskrevs av Otto Staudinger 1896. Heliconius transiens ingår i släktet Heliconius och familjen praktfjärilar. Inga underarter finns listade i Catalogue of Life.